# アーシー
アーシー（Arcee）はタカラ（現タカラトミー）とハズブロのロボット玩具シリーズ『トランスフォーマー』に登場するの架空のキャラクター。サイバトロン軍団に所属する女性戦士（ウーマン・サイバトロン）の一人である。

## 初代（G1）シリーズ
オープンカータイプの自動車に変形。小型レーザーガンを持つ。母性的な慈愛心を持つ一方で芯が強く、正確無比な射撃力とスピード、機転と行動力にも優れ、隕石を囮に敵の裏をかきガルバトロンの銃を撃つなど、男顔負けの活躍をする。シリーズを通し、女性トランスフォーマーとしては初のレギュラーキャラクターである。
戦士として非常に優秀であるにもかかわらず、デストロンは彼女を過小評価している。デストロンには男尊女卑の考えが強く、彼女を評価に値しないと考えているためである。このことは彼女の優位性をさらに高めている。ガレージキット付属のテックスペックでも、「ルックスは常に欺いている（Looks are always deceiving.）」と、彼女がこの点の利用価値が非常に高いと考えていることがわかる。英語版での声優はスーザン・ブルー。

### トランスフォーマー ザ・ムービー
初登場作品。この劇中ではスプラングと行動をともにし、自分たちの落ち度を責めないホットロディマスにも気がある描写があったが、『戦え!超ロボット生命体トランスフォーマー2010』ではスプラングのガールフレンドとして描かれ、仲間が揃って戦死した（と思われた）際にもスプラングはアーシーの死に憤りを感じて仇討ちを誓う素振りを見せた。日本語版では勝生真沙子が声を担当した。

### トランスフォーマー ザ・リバース
海外版での続編ではダニエルとは互いに友人と接しており、彼の負傷した際にヘッドを差し出し互いの一部と知覚するヘッドマスターとなった。日本語版では湯屋敦子が声を担当した。

### トランスフォーマー ザ☆ヘッドマスターズ
日本版の続編では秘書的な役どころとなり、性格は淑やかでダニエルとウィーリーに対しては面倒見よく接しており、クロームドームがそんな彼女に憧れに似た感情を抱いていた。声は川浪葉子が担当。

### トランスフォーマー:ウォー・フォー・サイバトロン・トリロジー
バンブルビーとコグと共にサウンドブラスターから生エネルゴンを盗むため、サウンドブラスターのドームへ向かう。盗みがバレた際には、コグを装備し戦った。英語版での声優はソフィア・イザベラ、日本語版では木村涼香が声を担当した。

### その他のシリーズ
ボットコン限定コミックにおいてはビースト戦士（マクシマル）にリフォーマットされ、ブラックウィドーと同型のメタルスアーシーとなっている。また、『ビーストウォーズメタルス』の原語版において、ラットルが「Aunt Arcee（アーシー叔母さん）」と発言したことから、彼はアーシーと親戚関係なのではと話題になった。ただし、これは原語版の声優であったスーザン・ブルーが音響監督として制作に参加したことによるアドリブ（楽屋ネタ）であり、スタッフがTFサーガに深みを増す狙いがあったかは定かでない。
さらに日本では『トランスフォーマー バイナルテック』に登場。重要キャラクター「ザ・プロテクター」のトランスフォーマー化を進める計画の警備をしていたが、デストロンの襲撃に遭ってボディが破壊された瞬間、ボディショップ計画により予備のボディとして造られていたホンダS2000ハードトップ仕様に変形するボディになって復活した。

### 玩具
1986年の時点でタカラ（現・タカラトミー）も商品化を目指し試作品を作っていたが、当時の技術で女性的なプロポーションを再現した変形玩具は難しいこと、男児向け玩具での女性キャラクターは売上が懸念されることから、ハズブロも発売を見送った。その後日本ではアニメでの設定に近い非変形ソフビシリーズに加わる予定があったが、シリーズそのものが頓挫したために販売されなかった。
『ザ・リバース』においてヘッドマスターになったのに連動してクロームドームの塗装変更品として販売する案もあったが、頓挫している。
のちにSCF（スーパーコレクションフィギュア）として立体化は実現し、2001年のボットコンにてメタルスアーシー（メタルスブラックウィドーのリカラー）が限定発売されている。
2002年12月、ブロックタイプのディフォルメフィギュア「MYCLONE AS-3 TRANSFORMERS」第1弾にラインナップ。ナンバーは「MTF 005」。
2008年に再開した『バイナルテック』において、海外版である『オルタネイターズ』のキャラクター・ディセプティチャージの仕様変更品として発売された。バイナルテックシリーズに準じて外装が金属になっている他、カラーリングもパールホワイトとピンクに変更されている。ちなみに、ディセプティチャージには、ブラックウィドーとして日本で発売する予定があった。もしもこれが実現していたなら、ビーストウォーズメタルスに引き続き、アーシーとブラックウィドーが同型となるはずであった。
2015年2月14日に『トランスフォーマー レジェンズ』シリーズにおいて、初めて変形可能なG1アーシーが発売された。同じく女性トランスフォーマーであるクロミア、ウインドブレードと同時発売。
2020年11月には『トランスフォーマー　ウォーフォーサイバートロントリロジー』シリーズ第2弾アースライズにてG1準拠デザインで発売。車体後部のボディパーツが分離し、ロボットモードで上に乗るホバーボードとなる。2021年にはリカラー版で『2010』に登場した惑星パラドロンの看護員・ライフラインがタカラトミーモール限定で「パラドロンメディックス」（ラチェットとの2体セット）として発売された。
2020年12月に『トランスフォーマー マスターピース』シリーズにおいて発売。ロボットモードでのバックパックを極力コンパクトにし、アニメ版のスタイリングを徹底再現。
2025年には仮想復刻版『ミッシングリンク』シリーズとして、初期の試作をもとにしたプロトタイプ・ノーマル版の2種類が発売される事が発表された。

## マイクロン三部作（ユニクロン三部作）

### 超ロボット生命体トランスフォーマー マイクロン伝説
スクーターに変形するアレクサのパートナーマイクロンであるアーシー/Sureshockが登場。玩具は親善外交部隊ストリートアクションマイクロン/Street Action Mini-Con Teamとして他のマイクロンとともにセット販売された。声は前田ゆきえが担当した。

### トランスフォーマー スーパーリンク
オムニコンのリーダー、戦闘員エリアル/Arceeが登場。日本語版における名称はエリアルとなっているが、海外版では名称がアーシーとなっており、ロボットモードのスタイルやカラーリングは、初代（G1）のアーシーを思わせるものになっている。
第22話「暴走！飢えたユニクロン」（英語版第22話「Survival Instincts」）にて初登場。オートバイに変形。オムニコンたちの潜在的な欲求によってエネルゴンが生み出した唯一無二の存在。彼らには女神として崇められている。性格は姉御肌で、エナジーアローを武器に戦う。ビークルモードではキッカーを乗せて走行する姿が多く見られた。また、ミーシャとは性格が対照的ではあるがお互いに気が合うらしく、サーキットプラネットで開催されたレース大会ではコンビを組んで見事に優勝した。
玩具はスカウトサイズのものが発売された。
またこれ以外にも初代（G1）のアーシーそのものを思わせるカラーリングで看護型のサイバトロンが登場している。
日本語版では浅野真澄、英語版ではシャロン・アレキサンダーが声を担当した。

## 実写映画版

### トランスフォーマー
第1作の『トランスフォーマー』の企画段階では登場する予定であったが、諸事情によりアイアンハイドが代わりに登場することとなった。その時のコンセプトアートをベースにした玩具が発売されている他、コミックにも登場している。玩具設定によれば優秀なハンターであり、コミックではバンブルビーのパートナーとして描かれている。
玩具は『スーパーリンク』のエリアルの変形パターンが踏まえられている。

### トランスフォーマー/リベンジ
第2作『トランスフォーマー/リベンジ』では、ドゥカティ・848オートバイに変形する新たなオートボット戦士として登場。
劇中では3体で一つの人格を共有しているらしく、スズキ・B-KINGに変形するクロミア、MVアグスタ・F4に変形するエリータ・ワンともどもまとめてアーシーと呼ばれている。アメコミにて、上記のアーシーがディセプティコンに捕縛されてスパークを分割された経緯が語られた。
映画公開前は合体するとのアナウンスがあり、コンセプトアートも存在したが結局劇中で合体することはなかった。
英語版ではグレイ・デリスル、日本語版では勝生真沙子が声を担当した。

### バンブルビー (映画)
声は英語版ではグレイ・デリスルが声を担当した。

### トランスフォーマー/ビースト覚醒
オートボットの狙撃員。ダークピンクと白のドゥカティ・916に変形する。
声は英語版ではライザ・コシ（エリザベス・シャイラ・コシ）、日本語版ではファイルーズあいが声を担当した。

## Shattered Glass
ボットコン2008限定玩具シリーズ「Shattered Glass」に登場。オートボットとディセプティコンの善悪が反転したパラレルワールド「シャッタードバース」における、邪悪なオートボット軍団の女戦士である。
外見は実写映画版第1作目の際にターゲット限定で販売された、スーパーリンクのエリアルの塗装変更品であるエリータ1（エリータワン）と同じである。

## トランスフォーマー アニメイテッド
『トランスフォーマー アニメイテッド』ではグレートウォーにおいて臨時諜報員で情報捜査員として活動するオートボットの女性戦士として登場。フューチャーカーに変形する（作中では変形していない）。武器はクリスタルソード。
日本語版第5話「ぬぐえない記憶」（英語版第7話「The Thrill of the Hunt」）にて初登場。グレートウォーでは戦局を左右する兵器・オメガスプリーム/Omega Supremeを起動させるための重要な機密の最終アクセスコードを保持していたがロックダウン/Lockdownに捕縛された際、一緒に捕われたラチェット/Ratchetに機密保持のために自らのメモリーコアを初期化するよう懇願し、全ての記憶を失ってしまう。その後、機密施設に安置されていたが、彼女の記憶を修復し、機密の最終アクセスコードを手に入れようとするショックウェーブ/Shockwaveに連れ去られてコードオメガを引き出すために利用されるが、最終的にラチェット/Ratchetたちに救出される。サリ・サムダック/Sari Sumdacのオールスパーク/Allsparkのカギによって記憶も取り戻した。
グレートウォーが起こる以前は教師であった。初登場時とその後の登場とでは細かいデザインが異なっている（車輪の有無や分割線がない点など）。
カードゲームでは色違いのオリジナルキャラとしてクロミア/Chromia（アーシー/Arceeがピンクに対し、クロミア/Chromiaは水色）も登場している。
日本語版のオープニング映像では同じ女性戦士であるディセプティコンのブラックアラクニア/Blackarachniaとの戦闘シーンが描かれている。漫画版のザ・クールでは未登場。
声は英語版では初代（G1）と同じくスーザン・ブルー、日本語版では高垣彩陽が担当。

### 玩具（アニメイテッド）
2010年4月24日に「TA-12」のナンバーを与えられて発売。

## 超ロボット生命体 トランスフォーマー プライム
『超ロボット生命体 トランスフォーマー プライム』ではオートボットの紅一点でオプティマス部隊の偵察員として登場。青いバイクに変形する。声優は日本語版では伊藤静、英語版ではスマリー・モンタノが担当。
普段はパートナーであり地球人の少年であるジャックの愛車として行動を共にしている。強気な性格で男勝りの勇敢さを持ち、任務や使命に対しても真面目である。
パートナーを組んでいたテイルゲート、クリフジャンパーを殺された過去があり、特にテイルゲートを殺したエアラクニッドに対しては強い恨みを抱いている。そのため彼らのことになると冷静ではいられなくなり、時に命令違反も犯していたがオプティマスプライムから復讐は平和を遠ざけると諭され、気持ちを改めるようになる。前述の経験から、かつての自分に似た心境の仲間に助言をするなど優しい一面もある。
日本未放送のシーズン3『Beast Hunters（ビーストハンターズ）』では、第2話（通算第54話）で最も早く精鋭部隊隊長である副司令官ウルトラマグナスと合流。宇宙船を使って仲間たちと合流した。なお、第8話（通算第60話）でのエアラクニッドについては明言されなかった。バンブルビーやスモークスクリーンと共に「ステルスチーム」として活動することが多い。
サイバトロン星が復活した後、共に戦ったパートナーのジャックと別れることを決意し、ラチェットを除く仲間たちと共に帰還した。
武器は両腕を変形させるブラスターとブレード。軽快な動きと併せて女性ながらも戦闘力ではディセプティコンにも引けを取らない。日本語版での肩書は「偵察員」で、一人称は「私」で、「最悪！」と「お仕置きよ」が口癖。
公式人気投票ではキャラクター部門では第8位（26票）で、トイ部門でも第8位（23票）。
後にトランスフォーマー レジェンズの玩具のクロミアに付属している漫画（出張版第11話）にも登場している。
後日談より始まる続編の『トランスフォーマー アドベンチャー』ではIDW社から刊行されている『Robots in Disguise（2015 comic）』にも#0から登場。#1ではスピンヘッドを逮捕する「チーム・バンブルビー」を影から監視していた。#2ではクリップシェイドを捕まえるため地球へ降り立ち、ウルトラマグナスが自身やバルクヘッドら「チーム・プライム（オプティマス部隊）」を引き連れて「チーム・バンブルビー」に協力を仰ぐ。「チーム・バンブルビー」と対面した際は、自身の追っかけだったというストロングアームに感激されていた。
シーズン3『Combiner Force（コンバイナーフォース）』第25話（第70話）ではオプティマスプライムの支持者の1人としてオートボット高等評議会のブラックリストに登録されていた。

## トランスフォーマー　サイバーバース
上記の作品の続編である『トランスフォーマー　アドベンチャー』に続いて発表された『トランスフォーマー　サイバーバース』に登場。自動車に変形するオートボットの女性戦士。アクティブな性格で動物の鳴きまねが得意。グリムロックとよくコンビを組む。
オプティマスプライムなどと共にオートボットチームの主要スタッフを担うキャラクターであるが、本作品では主にバンブルビーとウインドブレードが主役級のピックアップを受けているため彼らがオプティマスプライムと再会するまではほとんど登場してはいなかった。
本格的に登場するようになったのはシーズン2以降であり、主な役目はオプティマスプライムのサポートなど。時には危険な任務に赴くこともあった。
声優は日本語版では赤﨑千夏、英語版ではジェイム・ラムチックが担当。

### 玩具（サイバーバース）
2020年11月にアクションマスターシリーズの1体として発売。

## トランスフォーマー アーススパーク
『トランスフォーマー アーススパーク』ではピンク色のクラシックカーに変形するオートボットの女性戦士として登場。ノリの良い性格。
声優は日本語版ではファイルーズあい、英語版ではマーサ・マリオンが担当。